# 어제가 오면
《어제가 오면》(영어: See You Yesterday)은 스테판 브리스톨이 감독한 2019년 미국 SF 영화이다. 브리스톨과 프레드리카 베일리의 각본은 브리스톨의 2017년 동명 단편 영화에 바탕하였다. 이던 덩컨스미스, 단테이 크리츨로, 애스트로 등이 출연하였다.
넷플릭스에서 2019년 5월 17일에 출시했다. 이 영화는 긍정 평가를 받았으며 제35회 인디펜던트 스피릿 어워드에서 두 부문에 후보로 올라 브리스톨과 베일리가 각본상을 수상하였다.

## 줄거리
끊임없이 과거로 되돌아가 죽은 오빠를 살리려는 클로뎃 조지핀 워커는 어제가 오기만을 기다리는 여주인공이다. 그녀는 현실과 대면할 수 있는 자기 자신을 찾기 위해 그러한 어제가 올 것을 믿고 비로소 현실을 받아들이게 되는 그곳을 향해 오늘도 달려간다.

## 출연
- 이던 덩컨스미스 - 클로뎃 조지핀 워커 역
- 단테이 크리츨로 - 서배스천 토머스 역
- 브라이언 "스트로" 브래들리 - 캘빈 워커 역
- 마이클 J. 폭스 - 록하트 씨 역

## 같이 보기
- 엣지 오브 투모로우
- 백투더퓨처